# الطريق الأوروبي E82
الطريق الأوروبي E82 هو طريق من شبكة الطرق الأوروبية الدولية. يبدأ في ماتوسينهوس بالبرتغال وينتهي في تورديسيلاس بإسبانيا.